# Dudovica
Dudovica (izvirno srbsko Дудовица) je naselje v Srbiji, ki upravno spada pod Mestno občino Lazarevac; slednja pa je del Mesta Beograd.

## Demografija
V naselju živi 621 polnoletnih prebivalcev, pri čemer je njihova povprečna starost 42,7 let (43,8 pri moških in 41,7 pri ženskah). Naselje ima 241 gospodinjstev, pri čemer je povprečno število članov na gospodinjstvo 3,22.
To naselje je, glede na rezultate popisa iz leta 2002, večinoma srbsko.
|  |

| Demografija | Demografija     | Demografija     |
| Leto        | Št. prebivalcev | Št. prebivalcev |
| ----------- | --------------- | --------------- |
|             |                 |                 |
|             |                 |                 |
|             |                 |                 |
|             |                 |                 |
| 1948        | 854             |                 |
| 1953        | 922             |                 |
| 1961        | 923             |                 |
| 1971        | 895             |                 |
| 1981        | 818             |                 |
| 1991        | 840             | 828             |
| 2002        | 789             | 777             |
|             |                 |                 |

| Etnična sestava po popisu iz leta 2002 | Etnična sestava po popisu iz leta 2002 | Etnična sestava po popisu iz leta 2002 | Etnična sestava po popisu iz leta 2002 | Etnična sestava po popisu iz leta 2002 |
| -------------------------------------- | -------------------------------------- | -------------------------------------- | -------------------------------------- | -------------------------------------- |
| Srbi                                   | Srbi                                   |                                        | 769                                    | 98,97%                                 |
| Jugoslovani                            | Jugoslovani                            |                                        | 4                                      | 0,51%                                  |
| Črnogorci                              | Črnogorci                              |                                        | 3                                      | 0,38%                                  |
| Romuni                                 | Romuni                                 |                                        | 1                                      | 0,12%                                  |
| Neznano                                | Neznano                                |                                        | 0                                      | 0,0%                                   |